# 大都技研
株式会社大都技研（だいとぎけん、英: DAITO GIKEN, INC.）は、日本のパチンコ・パチスロ機メーカー。

## 概要
パチスロメーカーとしては比較的後発であるが、『吉宗』以降の各機種のヒットを受け、プレイヤーには認知度も高い。
これまでにリリースされたパチスロ機種は、他社に無いオリジナリティを有し、斬新なアイデアやそのシステムは他社が追随する形となった。
『シェイク』、『吉宗』、『押忍!番長』とそれらの機種に起用された音楽の評価も高く、『吉宗』や『押忍!番長』はサウンドトラックが発売され、好調なセールスを記録している。その為、サウンドスタッフに対する評価も高い。
一方、パチンコについては『CR3年P組薫先生!』にて初参入。パチスロとは異なり長らく販売面で苦戦していたが、2022年に発売された『P Re:ゼロから始める異世界生活 鬼がかりVer.』が大ヒットとなる。2023年11月には続編にあたる『e Re:ゼロから始める異世界生活 season2』がスマパチで登場した。

## 歴史

### エーアイ時代
1980年に「エース電研販売」として設立（現存するパチンコメーカーのエース電研とは別会社。なお、エース電研は支社がフランチャイズ制で、本社との資本関係を持たない）。1982年に社名を「エーアイ」に変更した。 
エーアイはパチスロ機とパチスロ周辺機器（コインサンドなど）のメーカーであった。パチスロ第1弾は1号機の『ベルアルファ』（1986年）であるが、ファンにエーアイの名前が広く知られるようになったのは2号機以降である。
2号機の第1弾『ロックンロール』（1989年）はパチスロで初めてプラスチック製の筐体（青色）を使用していた。内部仕様がユニバーサル販売（現：ユニバーサルエンターテインメント）の『リバティーベルIII』と同じであったといわれているが、実はガセネタで、ボーナス抽選方式は全くの別物（意図的な偏りを発生させる事は不可能な完全確率抽選）。第2弾の『サファリラリー』（1990年）では、『ロックンロール』の筐体ではなくオリンピアの筐体を採用し、リール絵柄にバッテリー（レギュラーボーナス）や、ライト、ハンドルなどを採用し、ユニークであった。これらは、自社生産や自社開発が出来ないことに起因する。
3号機第1弾の『ハンター』（1991年）は、ゾウやライオン、ワシなどのリール絵柄を採用した。しかし、公表のリーチ目が存在しないという通常では考えられない仕様（通常ゲームで常にランダムなスベリがある。1号機以前ではこういった機種も多かったが、2号機以降では稀である）であり、ノーマルでは人気が出ることはなかった。筐体もオリンピアのものから独自のものになった。この筐体は後にバークレスト（現：ロデオ）が採用している。第2弾の『グレートハンター』（1992年）は『ハンター』の進化版で、リール絵柄・配置・筐体などは同一。相違点は、レギュラーボーナスの獲得枚数が50枚程度と他の3号機（90枚）より少なく、その分ビッグボーナスの確率が上げられた仕様であった。
4号機第1弾の『ウイリーチャンプ』（1994年）ではオリンピアの筐体に戻った。A-Cタイプで、ビッグボーナス・レギュラーボーナスとシングルボーナスの集中の3つの役が入り乱れるゲーム性であった。その後『スパンキーII』（1995年）ではAタイプに戻り、エーアイ時代の最後の機種となる『ブルドッグボス』（1996年）までAタイプの台を製造していた。なお、お蔵入りとなった「ランドマーク」は、後に高砂電器産業（現アビリット）より販売された。

### 大都技研時代
1993年にエーアイはパチスロ周辺機器メーカーの大手である「大都販売（だいとはんばい）」の傘下に入る。しばらくはエーアイの社名のままパチスロを製造していたが、1997年にエーアイは「大都技研」と改称し、大都グループのパチスロメーカーとして再出発した。1年ほどの準備期間を経て1998年に大都技研としての1号機『キャメロットII』が発売された。筐体もオリンピアのものから独自のものとなり、大幅に変更された。
しばらくは独自の発想を持つ台を製造する玄人受けのメーカーであり、シェアもそれほど高くなかったが、2003年に発売された『吉宗』が約26万台を売り上げる大ヒットとなり、一時期は『北斗の拳』（サミー）とならんでホール内を席巻した。2005年に兄弟機とされる『押忍!番長』を発売し、これも約25万台（2006年3月現在）を売り上げる大ヒットとなって有名メーカーに仲間入りした。
『吉宗』発売から『押忍!番長』の発売まで間隔が約2年空いたほか、その後もしばらくの間新機種リリースのペースが年1回という比較的遅いものとなったが、これは発表する機種が必ずといって良い程大ヒットし長い稼動寿命を持ったことや、台の生産能力と受注台数との兼ね合いでそれ以上速いペースで新機種を発表すると生産が追いつかない可能性が高かったことなどが原因であると推測される。実際2008年には『新・吉宗』『爺サマー』『24 -TWENTY FOUR-』と3機種をリリースしており、再び新機種のリリース間隔が短くなっている。
2008年5月19日にパチンコ機メーカーの業界団体である日本遊技機工業組合（日工組）への加盟が承認されたことから、同社では自社ブランドによりパチンコ機市場へ参入する意向を発表し、2009年7月にその第一弾として『押忍!番長』の薫先生を主人公とした『CR3年P組薫先生!!』を発表した。
2011年には、4号機時代の人気機種の後継機である秘宝伝〜封じられた女神〜、押忍!番長2が各ホールに大量導入され人気を博した。さらには、いわば筐体の在庫処分として製作された政宗も、台数が限られた生産でありながらホールでの人気が高く、今後の後継機製作が期待されるなど大盛況の年となった。

## パチスロ機種一覧

### 3号機以前
2号機
- サファリラリー（1989年）
- ロックンロール（1990年、ユニバーサルＯＥＭ）

3号機
- ハンター（1991年）
- グレートハンター（1992年）

### 4号機（主要機種）
| 機種名                     | 発売年 | 特徴 |
| -------------------------- | ------ | --- |
| ウイリーチャンプ           | 1994年 | |
| スパンキーII               | 1995年 | |
| ブルドッグボス             | 1996年 | |
| キャメロットII             | 1998年 | 大都技研ブランド第1弾。パネルデザインは松下進。 |
| ザ・マジカルニンジャ児雷也 | 1999年 | キャラクターデザインはキャメロットIIに続き松下進。2004年にキャラクターを使った3DアクションゲームとしてカプコンからPlayStation 2で『THE MAGICAL NINJYA 児雷也 見参!』のタイトルで発売予定されていたが、TVゲームは発売キャンセルされている。 |
| バンバン                   | 1999年 | 業界初「ボーナスイン持ち越し」。JACインフラグを持ち越し可能にした。（詳しくは大量獲得機を参照） |
| フュージョン               | 2000年 | 業界初「獲得枚数変動BIG」。BIG当選後の特定役当選時に「青7」を揃えると獲得枚数が大幅にアップ。青7揃いが優遇される点は「押忍!番長」などに継承されている。                                                                                    |
| イエティK                  | 2001年 | 小役ゲームは最大20Gながらボーナスイン持ち越し機能により500枚近くの獲得が可能。リプレイハズシは要ビタ押し。 |
| ヘキサ                     | 2001年 | |
| コロンブス                 | 2001年 | |
| 一撃                       | 2002年 | 大都初のAT機 |
| ガンガン                   | 2002年 | AT（実際はストック機同様の隠しRTで、順押し以外ナビされない）中の小役当選をリール制御で変化させた。 |
| シェイク                   | 2002年 | 業界初「ボーナスBGM選択」。BIG中の特定条件下に当選するとRTが1Gに短縮。ボーナスはBIG。天国モードは圧巻。 |
| バンバンダッシュ           | 2003年 | 「バンバン」の後継機 |
| チムドンドン               | 2003年 | 大都初の沖スロ |
| アクアマリン               | 2003年 | |
| 吉宗                       | 2003年 | 業界初「シャッター付き液晶」。出玉面では「シェイク」のシステムを大幅に進化。1G連の条件を数多くしたことで、従来にない爆発的な出玉が可能。                                                                                                   |
| 押忍!番長                  | 2005年 | 業界初の「次回予告演出」。「吉宗」のシステムと酷似しているが、A-400STとしたことにより、多くのボーナスの恩恵に預かる事が出来たため、好評を博した。                                                                                          |
| 秘宝伝                     | 2006年 | 4号機最後のリリース機種。スペック面では「押忍!番長」と「吉宗」の中間的な位置。筐体も2機種の流れを汲む形。 |

### 5号機
| 機種名                                   | 発売年月   | 特徴                                                                                  |
| ---------------------------------------- | ---------- | ------------------------------------------------------------------------------------- |
| シェイクII                               | 2007年6月  | 大都初の5号機で「シェイク」の後継機。新筐体「KATANA」、「スゴビ」を初採用。           |
| 新・吉宗                                 | 2008年2月  | 「吉宗」の後継機。ボーナス中の青7揃いでボーナス後にRTに突入する。                     |
| 爺サマー                                 | 2008年7月  | 「吉宗」シリーズの爺が主役のスピンオフ機。                                            |
| パチスロ24 -TWENTY FOUR-                 | 2008年9月  | 大都初のタイアップ機。ビッグボーナス後には完走型RTに突入する。                        |
| 忍魂                                     | 2009年1月  | 大都初のART機。新筐体（名称は不明）を採用するが、次機種から再び「KATANA」筐体に戻す。 |
| デコトラの鷲                             | 2009年9月  | 同名の映画のタイアップ機。                                                            |
| 鮪伝説                                   | 2010年4月  |                                                                                       |
| 押忍!操                                  | 2010年5月  | 「押忍!番長」のスピンオフ機。                                                         |
| ギラギラ爺サマー                         | 2010年8月  | 「爺サマー」の後継機。                                                                |
| 秘宝伝〜封じられた女神〜                 | 2011年2月  | 「秘宝伝」の後継機。                                                                  |
| 政宗                                     | 2011年8月  |                                                                                       |
| 押忍!番長2                               | 2011年10月 | 「押忍!番長」の後継機。新筐体「エクサージ」採用。                                     |
| パイレーツワールド                       | 2012年6月  |                                                                                       |
| クレアの秘宝伝〜はじまりの扉と太陽の石〜 | 2012年9月  | 「秘宝伝」シリーズのクレアが主役のスピンオフ機。Aタイプ。                             |
| 秘宝伝〜太陽を求める者達〜               | 2012年12月 | 「秘宝伝〜封じられた女神〜」の後継機。大都5号機初のAT機。                             |
| 忍魂弐〜烈火ノ章〜                       | 2013年7月  | 「忍魂」の後継機。                                                                    |
| 吉宗                                     | 2013年12月 | 「吉宗」発売10周年仕様のAT機。                                                        |
| ンゴロポポス〜ピンチ!捕われの爺〜        | 2014年3月  | 「ギラギラ爺サマー」の後継機。                                                        |
| 押忍!サラリーマン番長                    | 2014年9月  | 「押忍!番長」のスピンオフ機。本機専用筐体「グランムーブ」を採用。                     |
| 吉宗〜極〜                               | 2015年6月  | 2013年に発売した「吉宗」のスペック違い。                                              |
| ジャッカスチーム                         | 2015年8月  | 2014年改正型式試験方式適合機                                                          |

### 5.5号機・5.9号機
| 機種名                                 | 発売年月   | 製造 | 特徴                                       |
| -------------------------------------- | ---------- | ---- | ------------------------------------------ |
| 秘宝伝〜伝説への道〜                   | 2015年12月 |      | 業界初の5.5号機規格で発売された機種        |
| まつりば!                              | 2016年2月  |      |                                            |
| バガナックルー                         | 2016年3月  |      |                                            |
| 秘宝伝〜The Last〜                     | 2016年5月  |      | 「秘宝伝〜伝説への道〜」の高純増バージョン |
| クレアの秘宝伝〜眠りの塔とめざめの石〜 | 2016年8月  |      |                                            |
| 3×3EYES 聖魔覚醒                       | 2016年9月  |      |                                            |
| SHAKEIII                               | 2016年12月 |      |                                            |
| 押忍!番長3                             | 2017年4月  |      |                                            |
| 忍魂〜暁ノ章〜                         | 2017年5月  |      |                                            |
| ケロロ軍曹                             | 2017年6月  |      |                                            |
| SHAKEIII SIDE-A                        | 2017年7月  |      |                                            |
| 政宗2                                  | 2017年7月  |      |                                            |
| 盗忍!剛衛門                            | 2017年9月  |      | 「押忍!番長」の外伝的作品の機種。          |
| 押忍!番長A                             | 2018年4月  |      | 5.9号機、Aタイプ。                         |
| 秘宝伝Rev.                             | 2018年5月  | S    | 5.9号機                                    |
| クレアの秘宝伝 女神の夢と魔法の遺跡    | 2018年8月  | P    | 5.9号機                                    |

### 6号機 - 6.5号機
| 機種名                                         | 発売年月   | 製造 | 特徴                                                                      |
| ---------------------------------------------- | ---------- | ---- | ------------------------------------------------------------------------- |
| HEY!鏡                                         | 2018年10月 |      | 業界初の6号機規格で発売された機種 「押忍!サラリーマン番長」のスピンオフ機 |
| Re:ゼロから始める異世界生活                    | 2019年3月  |      | 高純増機初のノンストップAT機                                              |
| バンバンクロス                                 | 2019年8月  | S    |                                                                           |
| PYRAMID EYE                                    | 2019年10月 |      | 「秘宝伝」シリーズのスピンオフ機                                          |
| いろはに愛姫                                   | 2020年3月  | P    | 「政宗」シリーズのスピンオフ機 6号機初のART機、4段階設定                  |
| 押忍!サラリーマン番長2                         | 2020年4月  |      | 新筐体「LIGHTNING」導入                                                   |
| 吉宗3                                          | 2020年10月 | S    |                                                                           |
| 政宗3                                          | 2021年2月  |      | 6.1号機                                                                   |
| もっと!クレアの秘宝伝 女神の歌声と太陽の子供達 | 2021年8月  |      | 6.1号機                                                                   |
| Re:ゼロから始める異世界生活 Apex Vacation      | 2021年11月 | S    | 6.1号機                                                                   |
| S牙狼-黄金騎士-                                | 2021年12月 | S    | 6.2号機、同社初の設定L搭載機                                              |
| 秘宝伝 解き放たれた女神                        | 2021年12月 | S    | 6.2号機                                                                   |
| 押忍!番長ZERO                                  | 2022年1月  | P    | 6.2号機                                                                   |
| 超ギラギラ爺サマー                             | 2022年4月  | S    | 6.2号機                                                                   |
| 政宗 戦極                                      | 2022年8月  |      | 6.5号機、設定L搭載                                                        |
| CREA Newクレアの秘宝伝                         | 2022年9月  |      | 純Aタイプ                                                                 |
| アオハル♪操 A-LIVE                             | 2024年6月  |      | 6.5号機、「押忍!番長」シリーズのスピンオフ機                              |

### スマスロ
| 機種名                                       | 発売年月   | 製造 | 特徴                                            |
| -------------------------------------------- | ---------- | ---- | ----------------------------------------------- |
| HEY!エリートサラリーマン鏡                   | 2022年12月 | P    | 同社初のスマスロ、「HEY!鏡」の後継機、設定L搭載 |
| スロット ソードアート・オンライン            | 2023年5月  |      |                                                 |
| 吉宗RISING                                   | 2024年1月  | S    |                                                 |
| スロット 冴えない彼女の育てかた              | 2024年2月  | S    |                                                 |
| 忍魂参～奥義皆伝ノ章～                       | 2024年3月  |      |                                                 |
| 押忍!番長4                                   | 2024年4月  |      |                                                 |
| スロット ゾンビランドサガ                    | 2024年7月  |      |                                                 |
| スロット Re:ゼロから始める異世界生活 Season2 | 2024年10月 | P    |                                                 |
| てぃだどんどん                               | 2025年3月  | P    |                                                 |
| 吉宗                                         | 2025年4月  | S    |                                                 |
| いざ!番長                                    | 2025年6月  | S    |                                                 |

※製造：P - パオン・ディーピー、S - サボハニ
出典：パチスロ機種情報（パチンコビレッジ）／機種インデックス（P-WORLD）

## パチンコ機種一覧
| 機種名                                     | 発売年月   | 備考                                                           |
| ------------------------------------------ | ---------- | -------------------------------------------------------------- |
| CR3年P組薫先生!                            | 2009年7月  | パチンコ初参入機                                               |
| CR吉宗                                     | 2010年2月  |                                                                |
| CRぱちんこ24 -TWENTY FOUR-                 | 2010年8月  |                                                                |
| CRデコトラの鷲                             | 2011年2月  |                                                                |
| CR秘宝伝                                   | 2011年5月  |                                                                |
| CRバンバンダッシュ                         | 2011年10月 |                                                                |
| CR吉宗2                                    | 2012年7月  | 新枠「雷炎」採用                                               |
| CR忍魂                                     | 2013年1月  | 業界初「時間上乗せ型S-ART」を搭載                              |
| CR鋼殻のレギオス                           | 2013年12月 |                                                                |
| CR楓魂                                     | 2014年3月  |                                                                |
| CR吉宗3 越後屋らんどOPENの巻               | 2015年5月  | 新枠「鳳殿」採用                                               |
| CR押忍!ど根性ガエル                        | 2015年9月  | 「押忍!番長」と「ど根性ガエル」のコラボ                        |
| CR3×3EYES 大帰滅への道                     | 2016年2月  |                                                                |
| CRぱちんこ押忍!番長                        | 2017年1月  |                                                                |
| CR吉宗4 天昇飛躍の極                       | 2017年6月  |                                                                |
| CR秘宝伝 秘められし時の鼓動                | 2017年9月  |                                                                |
| P押忍!番長2                                | 2019年1月  | 初の2018年改正規則準拠機、6段階設定                            |
| Pガンスリンガーストラトス                  | 2019年8月  | 甘デジ版のみ6段階設定                                          |
| P Re:ゼロから始める異世界生活              | 2021年1月  | 小当りラッシュ搭載                                             |
| P Re:ゼロから始める異世界生活 鬼がかりVer. | 2022年1月  | 一種二種混合機。C時短搭載。業界初のレンタル販売機種となる。    |
| e Re:ゼロから始める異世界生活 season2      | 2023年11月 | スマパチ、新枠「グラフィカ」採用。一種二種混合機。 C時短廃止。 |
| eぱちんこ押忍!番長 漢の頂                  | 2025年1月  | スマパチ、二種タイプ                                           |
| e冴えない彼女の育てかた                    | 2025年6月  | スマパチ、二種タイプ、ラッキートリガー搭載                     |

出典：パチンコ機種情報（パチンコビレッジ）

## 事業所
- 本社部門（東京都港区東新橋2-14-1 コモディオ汐留）
- 関東業務課（東京都台東区東上野1-1-14 大都ビル）
- 北日本業務課（宮城県仙台市宮城野区宮千代2-13-2)
- 中部業務課（愛知県名古屋市中村区畑江通2-17)
- 関西業務課（大阪府大阪市浪速区元町2-8-2）
- 中国業務課（広島県広島市南区南蟹屋1-5-18)
- 九州業務課（福岡県福岡市博多区博多駅南2-9-5）
- 足立入谷工場（東京都足立区入谷8-10-25）
- 東京物流センター（東京都足立区入谷9-17-6）

なお、株式会社大都技研の販売組織は、2008年4月1日より大都販売株式会社「PS事業本部」に一元化された。

## その他
エーアイ時代に『ランドマーク』という台が製造されていたが、大都技研として再出発を図ることになったため発売されなかった。『ランドマーク』はその後、高砂電器産業（現：コナミアミューズメント）から1998年に『エルエム』という名前で限定発売された。
2008年6月には、Jリーグ・アビスパ福岡に資本参加・ユニフォームスポンサーとなるとの方針が報道され、関連会社がパチンコホール経営を行っていることなどを理由に一時Jリーグ側が難色を示したが、結局9月25日に正式に同チームへ資本参加する旨を発表した。しかし、Jリーグ側の承認は得られないことでユニフォームスポンサーになることはなく、練習着スポンサーとして支援している。
なお、関連会社である大都販売株式会社は、東京を拠点に活動する社会人チーム・FCコリアのユニフォームスポンサーになっている。
2009年4月30日に関連会社である大都販売株式会社は、厚生労働省による「新規採用者の内定取り消しを防止するための企業名公表基準」に該当したため企業名公表がされた。
関連会社である株式会社大都製作所と大都販売株式会社の4億5,000万円弱の脱税事件に際し、昭和60年12月16日、東京国税局に相当数の規模の集団行動が行われたことが衆議院予算委員会の議事録に記録されている。

## DAITOグループ

### 概要
創業者・木原（李）茂の子・木原一雄を会長に、遊戯機の開発・販売をする大都販売のほか、大都製作所、大都技研、ダイト、大王興業、大都エンタープライズの各社からなる。中国にも拠点を持つ。社員数は約1000名、グループ売り上げは1200億円を超える。茂の5人の息子（一成、一雄、春夫、実、茂成）たちはじめ一族がそれぞれ会長・社長などを務める。
創業者の茂は1910年に韓国慶尚北道亀尾市に生まれ、17歳で来日。一時朝鮮に戻って結婚し、1940年に荒川区町屋で鉛筆工場を開いた。のちに三河島に移転し、旋盤プレス加工に転じ、1944年に大都工業株式会社設立。同業の平和の創業者の一人、山田喜一郎は当時同社で旋盤長をしていた。1954年に赤羽に移転し、株式会社大都製作所に社名変更。高度成長期の家電ブームに乗り、好調に成長した。1963年に「平和」の山田から電動還元機の改良を依頼され、同機の製造販売を始めた。
1969年に風営法改正で100発皿付きのパチンコ台が許可になったことで還元機の注文が殺到し、合わせて自動玉貸機、両替機などの製造販売や、ホテル用の歯ブラシ・カミソリの自動販売機も手がけるようになる。また、ロッテからガムの自動販売機の注文も得る。1993年、パチスロメーカーのエーアイを買収、一雄の長男・海俊が社長就任。1997年に東上野に移転し、大都技研に社名変更。2008年、パチンコメーカーとして日本遊技機工業組合へ加盟。

### グループ企業
- 大都技研
- 大都エンターテインメント - パチスロ・パチンコ機の販売
- 大都販売 - パチンコ設備機器の製造・販売
- 大都製作所 - パチンコ関連機器・手動自販機の製造
- 大都テクノロジーズ - 駐車場設備機器の製造・販売
- ダイト - 宿泊施設向けアメニティグッズの製造
- ダイトテクス - ダイトの製造工場の管理
- 大王興業 - パチンコ店「アリーナ」「エクスアリーナ」、カプセルホテル「Smart Stay SHIZUKU」の運営

#### 関連当事者
- GESHARY COFFEE - コーヒー店経営
- TREEFIELD - コーヒーマシンの製造・販売

上記2社とも木原海俊が代表取締役（グループ会社には含まれない）。